# 福爾斯鎮區 (堪薩斯州蔡斯縣)
福爾斯鎮區（英語：Falls Township）為美國堪薩斯州蔡斯縣轄下的鎮區。2010年美国人口普查中該鎮區人口有1,126人。

## 地理
福爾斯鎮區涵蓋總面積為131.34平方（50.71平方英里）。

### 行政區劃
- 城市：卡頓伍德福爾斯（縣治）

### 墓園
根據美國地質調查局的資料，此鎮區擁有2座墓園：
- 米勒墓園（Miller Cemetery）
- 普雷里格羅夫墓園（Prairie Grove Cemetery）

### 溪流
通過此鎮區的溪流有：
- 巴克溪（Buck Creek）
- 卡頓伍德河南支流（South Fork Cottonwood River）
- 斯普林溪（Spring Creek）
- 斯陶特流（Stout Run）

## 人口統計
根據2010年美國人口普查，福爾斯鎮區人口有1,126人，住房510戶，人口密度為8.57人/每平方公里。此鎮區居民之種族中，白人佔93.78%，非裔美國人佔2.75%，美洲原住民佔0.18%，亞裔美國人佔0.18%，太平洋島裔美國人佔0%，其他種族佔1.24%，混血種族則佔1.87%。而西班牙裔或拉丁裔美國人佔此鎮區人口的6.04%。

## 外部連結
- 蔡斯縣官方網站 （页面存档备份，存于）
- Burnley Memorial Library - Falls Township - Chase Co. Kansas （页面存档备份，存于）
- City-Data.com （页面存档备份，存于）
- 蔡斯縣地圖：當前 （页面存档备份，存于），歷史 （页面存档备份，存于），堪薩斯州運輸部